# バートン・スノーボード
バートン・スノーボード (Burton Snowboards) は、1977年にジェイク・バートン・カーペンターによって設立された、スノーボード用品の製造や販売を行う会社。本社は、アメリカ合衆国バーモント州バーリントン。

## 概要
画期的なプロダクトライン、リゾートに対するスノーボードの認知を促す草の根的努力、そしてトップレベルのスノーボーダーを集めたチームなどにより、世界中でスノーボーディングの成長を加速させてきている。トリノオリンピック男子ハーフパイプ金メダリストのショーン・ホワイト、女子ハーフパイプ金メダリストのハンナ・テッターらが所属している。

## 契約選手
- ショーン・ホワイト[1]
- テリエ・ハーコンセン[2]
- ダニー・デイヴィス[3]
- ケリー・クラーク[4]
- マイキー・レンツ[5]
- ミッケル・バング[6]
- マルコ・グリック[7]
- マーク・ソラース[8]

- キミー・ファサニ[9]
- エニ・ルカヤルビ（英語版）[10]
- 平野歩夢[11]
- クリスティアン・ハラー（英語版）[12]
- ベン・ファーガソン[13]
- ウェルニ・ストック[14]
- ローペ・トンテリ（英語版）[15]
- ザック・ヘイル[16]
- クリカ・サダル（英語版）[17]
- イーサン・デイス[18]
- クロエ・キム[19]
- 平岡卓[20]
- ゲイブ・ファーガソン
- マイキー・シサレッリ
- ブロック・クロウチ
- デビッド・ハブルッツェル（英語版）
- レドモンド・ジェラルド
- 鬼塚雅[21]
- ヘイリー・ラングランド
- 鈴木翔太[22]
- 石田貴博
- 中山裕也
- 星野俊輔
- 竹内正則[23]
- 江口諒[24]
- 高橋龍正[25]
- 宮澤悠太郎
- 脇田朋碁
- 片山來夢
- 大江光
- 降旗由紀[26]
- 藤森由香
- 岩渕麗楽

## 文化活動

### バートン・グローバルオープンシリーズ

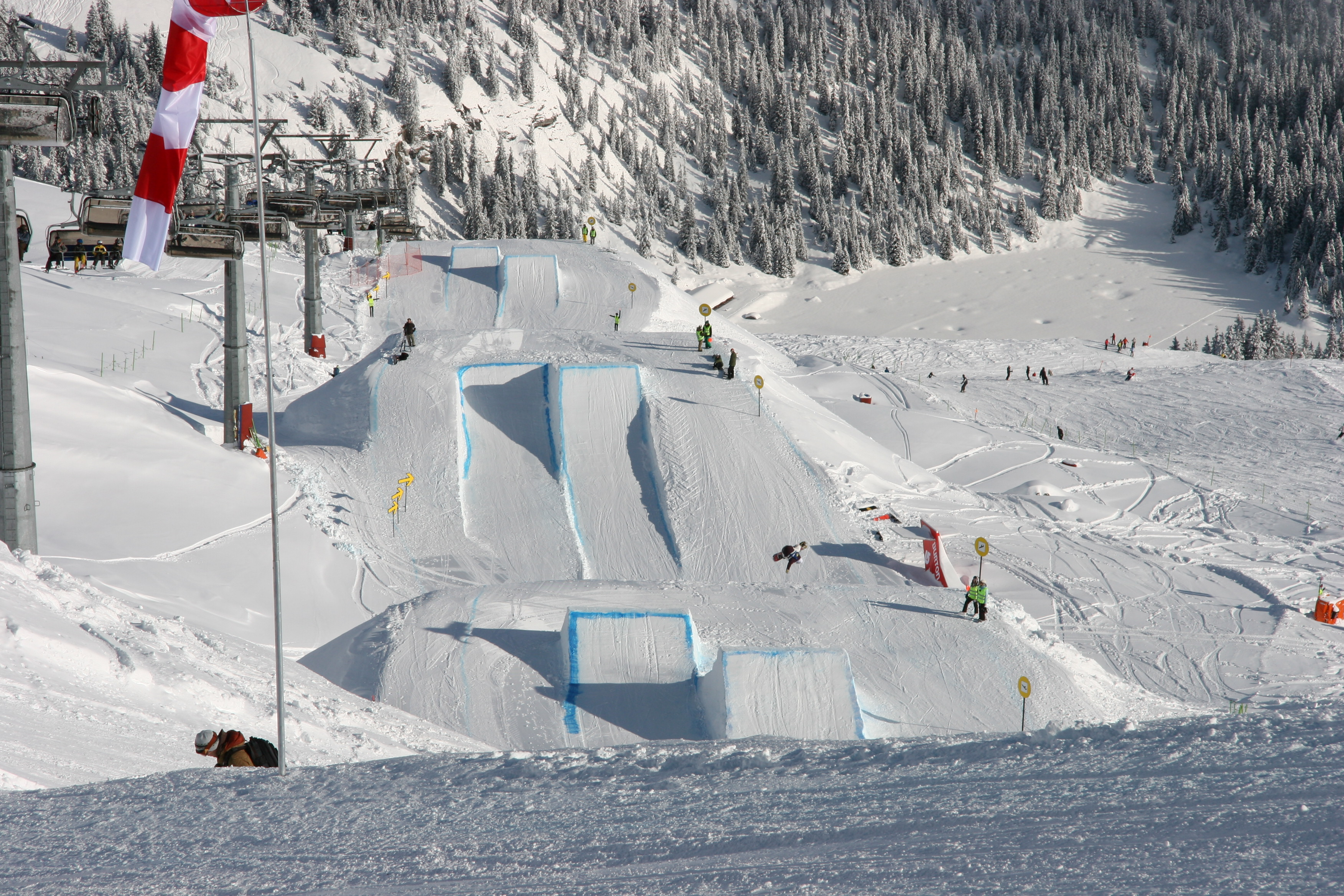
バートンヨーロピアンオープン2008スロープスタイル

また世界最大のスノーボードイベントでもある「バートン・グローバルオープンシリーズ」を企画・運営しており、ニュージーランドオープン、オーストラリアオープン、ユーロオープン、カナダオープン、アジアオープン、USオープンとそれぞれのオープンイベントを通して、男女のグローバルスノーボードチャンピオンを決定している。2015年現在はスロープスタイル、ハーフパイプの大会のUSオープン、ユーロオープン、ハイファイブス!やマウンテンフェスティバル、レールデイズ、パーティーインユアパーク
2008-2009年シリーズのチャンピオンは、男子がチャズ・ガルデモンド、女子がジェイミー・アンダーソン。それぞれ10万ドルを獲得した。
GAORAで一部試合が放送されている。

### LTR
世界各国で初心者用のレンタルとスクールプログラムとして、LTR (Learn To Ride) を設置。7割以上の初心者が90分のスクールレッスンで連続ターンと停止ができるようになる。

## 海外展開
日本の東京都渋谷区、オーストリアのインスブルック、カリフォルニア、オーストラリアにそれぞれ支社を展開している。
2006年10月には原宿に日本初の直営店をオープンさせた。さらに2014年9月には長野県長野市にも直営店をオープンさせた。

## 製品
スノーボード用品の他、スーツケースやバッグなども生産しており、アウトドア用品メーカーとしても知られている。

## 展開ブランド
- Analog[27]　スノーボードウェアをメインにアパレルなどの取扱い。
- Anon[28][27]　ウィンタースポーツ用ゴーグルをメインにヘルメットなどの取扱い。
- GRAVIS[29][27]　スニーカーを中心としたシューズの他、バッグなどの取扱い。